# Des tyrans et des rois

Des tyrans et des rois (titre original : Tyrants and Kings) est une série de trois romans écrite par John Marco. On se trouve dans un univers de combat à l’épée bien que quelques technologies existent. Ces romans prennent place dans un univers fantastique nommé Nar. Ils sont classés dans la catégorie de science-fiction.

## L’auteur
John Marco est né et a vécu toute son enfance à New York, plus précisément à Long Island. Il a exercé de nombreux métiers, notamment le métier de rédacteur technique pour des sociétés dont les domaines allaient de l’aviation, à l’informatique en passant par la sécurité.
Il a commencé à écrire son premier roman, en l’occurrence «  Le Chacal de Nar », alors qu’il était encore un simple employé. Son premier roman est publié en 1999. Par la suite, il arrête de travailler et se consacre uniquement à l’écriture, ce qui lui a permis de finir sa trilogie : «  Des Tyrans et des Rois ». Par la suite il a écrit une autre trilogie ayant pour titre : « le Trilogie de Lukien ». Il vit dans une banlieue de Long Island nommé King’s Park avec sa femme et son fils.

## La série

### Le Chacal de Nar
Une grande partie du monde est conquis par Arkus de Nar qui veut toujours étendre plus son territoire. Le royaume d’Aramoor est lui aussi conquis et donc, le fis du roi de ce pays, Richius Vantran est envoyé comme général de l’armée de son pays au combat en Lucel-Lor, la patrie des triins. La guerre dure assez longtemps et personne n’entrevoit d’issue. Le chef triin nommé Tharn est un puissant mage qui, grâce à ses pouvoirs, arrive à lutter contre les avantages techniques de l’ennemi.
Richius Vantran quitte une fois le front pour aller chercher des nouvelles dans une des villes de la frontière, et là, il rencontre la femme du chef des triins et il ne le sait pas. Elle est là comme prostituée. Il va par la suite avoir un enfant avec elle.
Alors que Richius Vantran, surnommé le chacal de Nar, bat en retraite avec ses troupes, alors qu’il emmène avec lui la jeune triine dont il est épris, il est rattrapé par Tharn qui, à l’aide de ses pouvoirs, va reprendre sa femme à son adversaire.
Par la suite Vantran va aller dans la capitale de Nar et va rencontrer la l’empereur qui va lui obliger à épouser une femme dont il ne veut pas et va ensuite lui montrer une potion qui le rend immortel.
Vantran ne pouvant supporter cela va ensuite aller s’allier aux triins pour retrouver sa bien-aimée mais pour cela il devra délaisser sa patrie Aramoor aux mains de l’empereur. Un des fidèles de l’empereur Biagio va tuer sa femme et lui envoyer sa tête, en Lucel-Lor où il est désormais allié et amis avec Tharn.
Il y a une nouvelle bataille en Lucel-Lor mais avec l’aide de Richius Vantran et de toutes les tribus triines, cette fois-ci, les triins repousseront véritablement et pour de bon les armées narennes. Lors de la toute fin de cette guerre Tharn meurt et décide de donner Dyanna sa femme à Vantran, vu que tous deux s’aiment. L’empereur de Nar meurt également à ce moment-là.

### Le Grand Dessein
On voit ici le combat pour la prise de pouvoir de l’empire de Nar par les proches du défunt empereur puisque celui-ci n’avait jamais désigné de successeur et n’avait aucun héritier. Il y a aussi la destruction pure et simple de tous les villes et village qui décident de résister à l’empire dans l’empire lui-même.
À un moment tout se sépare en deux camps, l’un suivant le comte Biagio qui était le plus proche de l’empereur et qui a avec lui toute la puissance navale de Nar et l’évêque Herrith qui dispose à ses côtés de toute la puissance militaire terrestre de Nar.
Cependant Biagio est exilé et se tient donc sur son île à échafauder des plans. Il finit donc par décider de capturer la fille de Vantran étant son point faible et ils décident de continuer à attaquer une petite nation essentiellement navale appelé Liss.
L’enlèvement de la fille mais ils capturent également la mère de l’enfant. Vantran étant parti aider Liss n’est au courant que bien plus tard. Vantran entraîne les troupes de Liss pour qu’elle puisse combattre la puissance de Nar.
Biagio sait que les Lissiens vont attaquer son île et il invite donc pour conclure un accord tous les généraux de Nar sur son île. Il sait quand l’attaque va avoir lieu et il part juste avant avec la femme et l’enfant de Vantran sur le plus gros bateau de sa flotte. Les Lissiens parviennent à conquérir l’île et tuent tous les généraux de Nar, par ce fait Biagio va devenir le nouvel empereur de Liss. Vantran apprend néanmoins que sa femme et sa fille sont tenus en otage par Biagio il va donc le poursuivre mais son bateau va se faire vaincre par le navire de Biagio. Il monte donc à bord comme otage mais étonnement ce dernier ne le tue pas mais conclut un accord avec lui. Il ne veut plus entendre parler de lui et en échange ce dernier le laissera tranquille à jamais.

### Les Saints de l’épée
Biagio est l’empereur suprême de l’empire de Nar et cela le satisfait. Néanmoins, il fait face à de gros problème qu’il va finir par ne plus savoir régler seul. 
Le roi du Talistan est amer d’avoir perdu son fils dans la première guerre de Nar, de ce fait il va vouloir, alors que l’empire est affaibli l’attaquer.
Biagio va finir par ne plus savoir gérer cela seul et va donc aller demander de l’aide à son ancien ennemi nommé Richius Vantran. Ce dernier va accepter de donner de l’aide à son ancien ennemi car son ancien royaume, Aramoor, est sous le joug du Talistan et en souffre énormément et s'il aide Biagio, il va pouvoir récupérer son royaume qui deviendra donc indépendant de l’empire de Nar.
Malheureusement, pour l’aider, il va avoir besoin de réunifier les peuples triins qui sont actuellement en guerre, ce qu’il parviendra à faire grâce à l’aide du petit-fils du roi du Talistan qui maitrise la magie triine et qui donc sera le nouveau leader en succédant à Tharn.
Biagio va demander de l’aide à un peuple habitant dans les montagnes qui avait toujours été contre l’empire mais cette fois, ils acceptent de se battre à ses côtés. Cela va lui permettre d’attaquer le Talistan sur 3 fronts. Le premier est celui du sud à l’aide des montagnards, le deuxième étant celui du nord avec Richius Vantran et les triins, et le troisième étant un pilonnement des côtes du Talistan avec les navires de guerre de l’empire. Il va donc finir par gagner cette guerre et respecter son accord avec Vantran. Aramoor sera donc libre et Biagio sera l’empereur de Nar mais il est finalement en bons termes avec Vantran si bien qu’à la fin de la trilogie on le voit aller passer des vacances chez Vantran avant de retourner occuper sa place.

## Sources
- John Marco, Le Chacal de Nar, Bragelonne, 2003.
- John Marco, Le Grand Dessein, Bragelonne, 2003.
- John Marco, Les Saints de l'épée, Bragelonne, 2004.